# شو جیان (ورزشکار)
شو جیان (انگلیسی: Xu Jian؛ زادهٔ ۲۷ ژوئیهٔ ۱۹۷۰) بازیکن سافت‌بال اهل چین بود.